# Faye Dunawayová
Dorothy Faye Dunawayová (nepřechýleně Dunaway; * 14. ledna 1941 Bascom, Florida) je americká herečka oceněná Zlatým glóbem, cenou Emmy a dalšími cenami. Oscara za nejlepší herečku v hlavní roli obdržela za film Síť (1976). Již předtím získala dvě oscarové nominace za kritikou kladně přijaté snímky Bonnie a Clyde (1967) a Čínská čtvrť (1974).

## Osobní život
Narodila se ve městě Bascom na Floridě matce v domácnosti Grace Aprilové (rozené Smithová) a armádnímu úředníkovi Johnu MacDowellovi Dunawayovi. Studovala bostonskou a státní floridskou univerzitu, herectví však ukončila na floridské univerzitě. V roce 1962 nastoupila do Národního divadla a akademie (American National Theatre and Academy).
První filmovou přípežitost získala ve snímku Hurry Sundown (1967). V témže roce přijala jednu ze svých nejvýznamnějších rolí, když ztvárnila přitažlivou vražedkyni Bonnie Parkerovou ve filmu Bonnie a Clyde (1967), za kterou byla nominována na Oscara. Film jí také zajistil postavení sex-symbolu. Následujícího roku se objevila spolu se Stevem McQueenem v kriminálním dramatu Případ Thomase Crowna (1968) v roce 1969 v Tiché dohodě režiséra Kazana. Arthur Penn si jí vybral do antiwesternu Malý velký Muž (1970), následně si zahrála roli intrikánky Milady DeWinterové v adaptaci Tři mušketýři (1973), objevila se v katastrofickém Skleněném pekle (1974), po boku Jacka Nicholsona v Čínské čtvrti (1974) a Roberta Redforda ve snímku Tři dny Kondora (1975).
Roku 2001 se ujala režie a hlavní role v krátkém osmnáctiminutovém filmu Yellow bird dle předlohy Tennesseeho Williamse.
Poprvé se vdala za zpěváka Petera Wolfa (1974–1979) a podruhé za britského fotografa Terryho O'Neilla (1984–1987), se kterým má jedno dítě Liama O'Neilla (nar. 1980). V roce 2003 však její bývalý manžel prohlásil, že Liam není vlastní, ale adoptované dítě.
Konvertovala k římskokatolickému vyznání. Hvězdu na Hollywoodském chodníku slávy získala 2. října 1996.

## Herecká filmografie
| Rok  | Film                              | Role                     | Poznámka                                                                                        |
| ---- | --------------------------------- | ------------------------ | ----------------------------------------------------------------------------------------------- |
| 1967 | Hurry Sundown                     | Lou McDowell             | Cena BAFTA                                                                                      |
| 1967 | The Happening                     | Sandy                    |                                                                                                 |
| 1967 | Bonnie a Clyde                    | Bonnie Parker            | Cena BAFTA Nominace — Oscar Nominace — Zlatý glóbus                                             |
| 1968 | Případ Thomase Crowna             | Vicki Anderson           |                                                                                                 |
| 1968 | Amanti                            | Julia                    |                                                                                                 |
| 1969 | The Extraordinary Seaman          | Jennifer Winslow         |                                                                                                 |
| 1969 | Tichá dohoda                      | Gwen                     |                                                                                                 |
| 1969 | Místo pro lásku                   | Julia                    |                                                                                                 |
| 1970 | Malý velký muž                    | Louise Pendrake          |                                                                                                 |
| 1970 | Žena s tajenkou                   | Lou Andreas Sand         | Nominace — Zlatý glóbus                                                                         |
| 1971 | The Deadly Trap                   | Jill                     |                                                                                                 |
| 1971 | Doc                               | Katie Elder              |                                                                                                 |
| 1973 | Drsná Oklahoma                    | Lena Doyle               |                                                                                                 |
| 1973 | Tři mušketýři                     | Milady de Winter         |                                                                                                 |
| 1974 | Čínská čtvrť                      | Evelyn Cross Mulwray     | Nominace — Oscar Nominace — BAFTA Nominace — Zlatý glóbus                                       |
| 1974 | Skleněné peklo                    | Susan Franklin           |                                                                                                 |
| 1974 | Tři mušketýři 2 / Čtyři mušketýři | Milady de Winter         |                                                                                                 |
| 1975 | Tři dny Kondora                   | Kathy Hale               | Nominace — Zlatý glóbus                                                                         |
| 1976 | Síť                               | Diana Christensen        | Oscar Cena Davida di Donatello Zlatý glóbus Cena filmových kritiků Kansas City Nominace — BAFTA |
| 1976 | Pouť zatracených                  | Denise Kreisler          |                                                                                                 |
| 1978 | Oči Laury Marsové                 | Laura Mars               |                                                                                                 |
| 1979 | Šampión                           | Annie                    |                                                                                                 |
| 1980 | První smrtelný hřích              | Barbara Delaney          |                                                                                                 |
| 1981 | Drahá maminko                     | Joan Crawford            |                                                                                                 |
| 1981 | Evita Peron                       | Evita Peron              |                                                                                                 |
| 1983 | The Wicked Lady                   | Lady Barbara Skelton     |                                                                                                 |
| 1984 | Zkouška neviny                    | Rachel Argyle            |                                                                                                 |
| 1984 | Superdívka                        | Selena                   |                                                                                                 |
| 1984 | Ellis Island                      | Maud Charteris           | Zlatý glóbus                                                                                    |
| 1984 | Terror in the Aisles              |                          |                                                                                                 |
| 1985 | Třináct u stolu                   | Jane Wilkinson           |                                                                                                 |
| 1987 | Štamgast                          | Wanda Wilcox             | Nominace — Zlatý glóbus                                                                         |
| 1988 | Půlnoční křižovatka               | Helen Barton             |                                                                                                 |
| 1988 | The Gamble                        | Matilda Von Wallenstein  | La Partita                                                                                      |
| 1988 | Burning Secret                    | Sonya Tuchman            |                                                                                                 |
| 1989 | Frames from the Edge              | sama sebe                | dokument                                                                                        |
| 1989 | Za svitu luny                     | Colbert                  | orig. In una notte di chiaro di luna                                                            |
| 1989 | Počkej do jara, Bandini           | Hildegarde               |                                                                                                 |
| 1990 | Příběh Služebnice                 | Serena Joy               |                                                                                                 |
| 1990 | Dva Jakeové                       | Evelyn Mulwray           | pouze hlas                                                                                      |
| 1991 | Scorchers                         | Thais                    |                                                                                                 |
| 1992 | Double Edge                       | Faye Milano              | Lahav Hatzui                                                                                    |
| 1993 | Arizona Dream                     | Elaine Stalker           |                                                                                                 |
| 1993 | The Temp                          | Charlene Towne           |                                                                                                 |
| 1995 | Unzipped                          | sama sebe                | dokument                                                                                        |
| 1995 | Don Juan DeMarco                  | Marilyn Mickler          |                                                                                                 |
| 1995 | Drunks                            | Becky                    |                                                                                                 |
| 1996 | Dunston: Sám v hotelu             | Dubrow                   |                                                                                                 |
| 1996 | Albino Alligator                  | Janet Boudreaux          |                                                                                                 |
| 1996 | Cela smrti                        | Lee Cayhall Bowen        |                                                                                                 |
| 1997 | In Praise of Older Women          | Condesa                  |                                                                                                 |
| 1997 | Soumrak rodiny Goldových          | Phyllis Gold             | Nominace — CableACE Award Nominace — Screen Actors Guild Award                                  |
| 1997 | Mrtvá a živá                      | van Hopper               | TV miniserie                                                                                    |
| 1998 | Gia                               | Wilhelmina Cooper        | Zlatý glóbus Nominace — Satellite Award                                                         |
| 1999 | Láska krvácí                      | Josephine Butler         |                                                                                                 |
| 1999 | Aféra Thomase Crowna              | psychiatrička            |                                                                                                 |
| 1999 | Johanka z Arku                    | Jolanda Aragonská        |                                                                                                 |
| 2000 | Temná zákoutí                     | Kitty Olchin             |                                                                                                 |
| 2000 | Stanley's Gig                     | Leila                    |                                                                                                 |
| 2000 | Milenky v akci                    | Meg Gable                | Nominace – Zlatý glóbus                                                                         |
| 2001 | Yellow Bird                       | Aurora Beavis            | krátkometrážní (18 minut), také režisérka filmu                                                 |
| 2002 | Mid-Century                       | Blue/Mother              |                                                                                                 |
| 2002 | Proměny v srdcích                 | Betty Miller             |                                                                                                 |
| 2002 | Pravidla vášně                    | Eve Denton               |                                                                                                 |
| 2002 | Man of Faith                      | Mae West                 |                                                                                                 |
| 2003 | Spiknutí                          | Ms. K                    |                                                                                                 |
| 2004 | Last Goodbye                      | Sean Winston             |                                                                                                 |
| 2004 | El Padrino                        | Atty. Gen. Navarro       |                                                                                                 |
| 2004 | Jennifer's Shadow                 | Mary Ellen Cassi         |                                                                                                 |
| 2005 | Ghosts Never Sleep                | Kathleen Dolan           |                                                                                                 |
| 2006 | Cut Off                           | Marilyn Burton           |                                                                                                 |
| 2006 | Love Hollywood Style              | God                      |                                                                                                 |
| 2006 | Rain                              | Isabel Hudson            |                                                                                                 |
| 2007 | Cougar Club                       | Edith Birnbaum           |                                                                                                 |
| 2007 | Say It in Russian                 | Jacqueline de Rossy      |                                                                                                 |
| 2007 | The Gene Generation               | Josephine Hayden         |                                                                                                 |
| 2008 | Flick                             | poručnice Annie McKenzie |                                                                                                 |
| 2008 | La Rabbia                         | Madre                    |                                                                                                 |
| 2009 | Dr. Fugazzi                       | Detektiv Rowland         |                                                                                                 |
| 2009 | Midnight Bayou                    | Odette                   |                                                                                                 |
| 2009 | Caroline & The Magic Stone        | Filomena                 |                                                                                                 |
| 2009 | Balladyna                         | Dr. Ash                  | americko-polská koprodukce                                                                      |

## Galerie

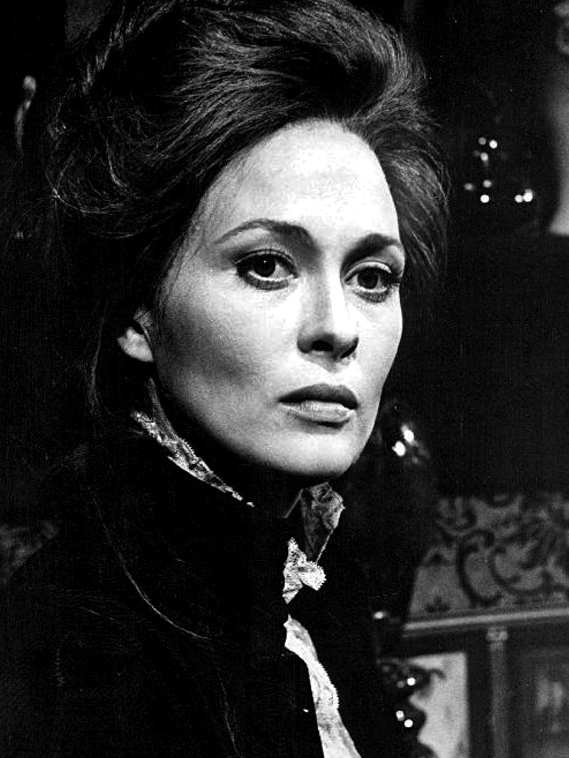
Faye Dunawayová, 1971
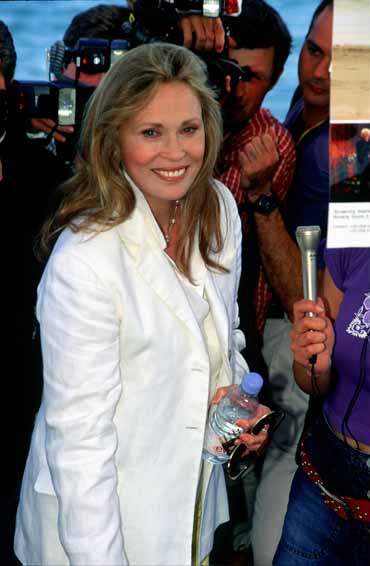
Faye Dunawayová v Cannes, 2001
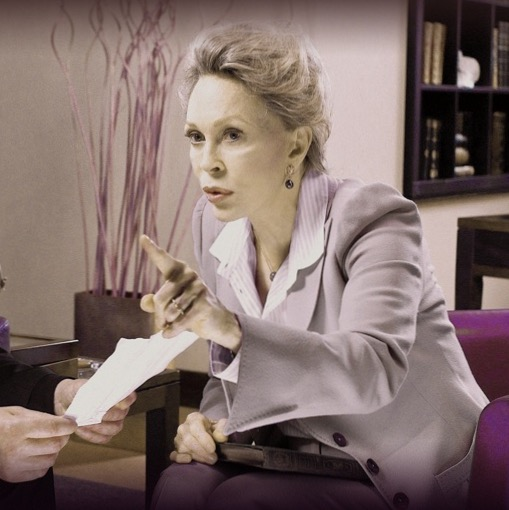
Faye Dunawayová v Balladyně, 2009
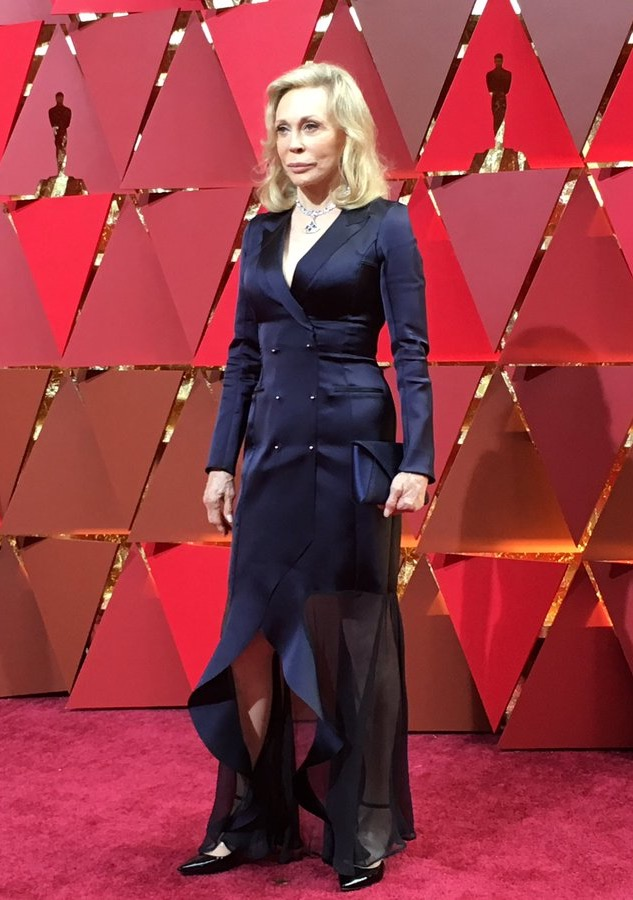
Faye Dunawayová na udílení Oscarů 2017